# Desa Ciaruteun Udik
Desa Ciaruteun Udik är en administrativ by i Indonesien.   Den ligger i provinsen Jawa Barat, i den västra delen av landet, 50 km söder om huvudstaden Jakarta.